# Kelurahan Pekayonjaya
Kelurahan Pekayonjaya är en administrativ by i Indonesien.   Den ligger i provinsen Jawa Barat, i den västra delen av landet, 16 km öster om huvudstaden Jakarta.